# Boogie i mitt huvud
Boogie i mitt huvud är Anders Glenmarks åttonde studioalbum som soloartist, utgivet 27 januari 1993 på The Record Station.
Boogie i mitt huvud spelades in under senhösten 1992 i Polar Studios. Albumet producerades av Glenmark och spelades in med Lennart Östlund som tekniker. Albumet mastrades av Hans Byström i Polar Studios. Albumet gästades av flera andra artister, däribland Benny Andersson, Karin Glenmark och Nils Landgren.
Albumet tog sig in på Svenska albumlistan. Där stannade det sju veckor mellan den 10 februari och 5 maj 1993 och nådde som bäst en sjätteplacering. Från albumet släpptes singlarna "Högre standard", "Bygg på mig", "Båten" och "Boogie i mitt huvud". "Bygg på mig" tog sig in på Svenska singellistan och Svensktoppen.

## Låtlista
Alla låtar är skrivna av Anders Glenmark.

### CD
1. "Båten" – 3:54
2. "Högre standard" – 3:41
3. "Bygg på mig" – 4:10
4. "Regnet" – 4:02
5. "Äntligen" – 4:48 (framförs av Gemini)
6. "Människor talar om" – 4:06
7. "Boogie i mitt huvud" – 3:22
8. "Släpp inte ner mig" – 3:01
9. "Allting för Louise" – 4:26
10. "Res med mig" – 3:51

### LP
Sida A
1. "Båten" – 3:54
2. "Högre standard" – 3:41
3. "Bygg på mig" – 4:10
4. "Regnet" – 4:02
5. "Äntligen" – 4:48 (framförs av Gemini)

Sida B
1. "Människor talar om" – 4:06
2. "Boogie i mitt huvud" – 3:22
3. "Släpp inte ner mig" – 3:01
4. "Allting för Louise" – 4:26
5. "Res med mig" – 3:51

### Kassett
Sida A
1. "Båten" – 3:54
2. "Högre standard" – 3:41
3. "Bygg på mig" – 4:10
4. "Regnet" – 4:02
5. "Äntligen" – 4:48 (framförs av Gemini)

Sida B
1. "Människor talar om" – 4:06
2. "Boogie i mitt huvud" – 3:22
3. "Släpp inte ner mig" – 3:01
4. "Allting för Louise" – 4:26
5. "Res med mig" – 3:51

## Medverkande
Musiker
- Benny Andersson
- Lasse Andersson
- Vivi Benckert
- Hans Dyvik
- Anders Glenmark
- Karin Glenmark
- Jonas Isacsson
- Henrik Janson
- Joybells – kör
- Nils Landgren
- Per Lindvall
- Joakim Milder
- Johan Norberg
- Henrik Rongedal
- Magnus Rongedal
- Johan Schinkler
- Anki Spångberg – dirigent
- Stockholms nya kammarorkester – stråkar
- Åke Sundqvist
- Pelle Thörnberg
- Lasse Wellander
- David Wilczewski

Övriga
- Hans Byström – mastering
- Claes Gustavsson – grafisk design
- Helene Kearley – assisterande fotograf
- Jonas Linell – foto
- Lennart Östlund – tekniker

## Listplaceringar
| Lista (1993) | Position |
| ------------ | -------- |
| Sverige      | 6        |